# بوب تورنر
بوب تورنر (15 يوليو 1885 - 15 فبراير 1959 في المملكة المتحدة)  (بالإنجليزية: Bob Turner)‏ هو لاعب كريكت بريطاني (وحمل سابقاً جنسية المملكة المتحدة لبريطانيا العظمى وأيرلندا).